# Biebérite
La biebérite (CoSO4 · 7H2O) est un minéral de la famille des sulfates riche en cobalt de couleur rouge rosâtre. Le nom provient du topotype, un gisement de cuivre à Bieber, Hesse, Allemagne,. Il a été décrit et signalé dès la fin des années 1700,,,,,,,,,,,. La biebérite se trouve principalement comme minéral secondaire, se formant dans les dépôts d'arséniure et de sulfure contenant du cobalt par oxydation.
Dans les cristaux de biebérite naturelle, une petite partie des sites cobalt du réseau cristallin peut être occupée par le magnésium ou le cuivre (Palache et al., 1960).

## Occurrence géologique
En dehors de son topotype en Hesse, en Allemagne, la biebérite a été trouvée dans de nombreux pays en Europe, en Amérique du Nord et du Sud, et en Afrique, ainsi qu'au Japon,. En Grèce, la biebérite a été identifiée pour la première fois dans les années 2000 dans le gisement Pb-Ag-Zn du Laurion, un gisement de sulfures polymétallique (en) qui a subi une oxydation supergène lors de sa formation. En Angleterre au Royaume-Uni, la biebérite a été trouvée dans les mines de Penberthy Croft (en) et de Wheal Alfred (en), situées respectivement à St Hilary et à Phillack (en) en Cornouailles.
La biebérite a été identifiée pour la première fois dans des grottes volcaniques sur le volcan Irazú au Costa Rica et signalée en 2018. Le minéral römerite a été identifié pour la première fois à Island Mountain (en) dans le comté de Trinity, en Californie aux États-Unis, en association avec la biebérite, la pyrrhotite, la claudétite, la goslarite, la fibroferrite, et la morénosite et une description du minéral provenant du site a été publiée en 1927. L'occurrence de la biebérite dans le gisement d'Island Mountain avait déjà été signalée en 1923. Un dépôt d'uranium dans la zone de Cameron du comté de Coconino en Arizona s'est révélé contenir de la biebérite parmi les espèces minérales de cobalt associées à des minéraux secondaires d'uranium formés par oxydation.